# Убей или умри
«Убей или умри» (англ. Kill or Be Killed) — кинофильм.

## Сюжет
Теглайн: Не просто соревнование… единственный путь, чтобы выжить!

## В ролях
- Джейм Райен — Стив Чейз
- Шарлотт Мишель — Ольга
- Норман Кумбес — Барон вон Рудлофф
- Дэниель ДуПлессис — Чико
- Раймонд Хо-Тонг — Мияги
- Эд Кэннемейер — Руэл
- Дуглас Багготт — Люк